# Stryszewo
Stryszewo (niem. Striche Hauland) – wieś w Polsce położona w województwie lubuskim, w powiecie międzyrzeckim, w gminie Przytoczna.
W okresie Wielkiego Księstwa Poznańskiego (1815-1848) miejscowość wzmiankowana jako Strychy Olendry należała do wsi większych w ówczesnym pruskim powiecie Międzyrzecz w rejencji poznańskiej. Strychy Olendry należały do okręgu międzychodzkiego tego powiatu i stanowiły część majątku Strychy, którego właścicielem był wówczas Albin Węsierski. Według spisu urzędowego z 1837 roku wieś liczyła 112 mieszkańców, którzy zamieszkiwali 15 dymów (domostw).
W latach 1975–1998 miejscowość administracyjnie należała do województwa gorzowskiego.